# Professor Tom
Professor Tom è un film del 1948 diretto da William Hanna e Joseph Barbera. È il trentasettesimo cortometraggio animato della serie Tom & Jerry, prodotto dalla Metro-Goldwyn-Mayer e uscito negli Stati Uniti il 30 ottobre 1948.

## Trama
Tom sta insegnando a Topsy a cacciare i topi. Tuttavia, il giovane gatto è tutt'altro che interessato alla lezione. Quando Jerry irrompe durante la lezione, Tom ordina a Topsy di catturarlo. Quest'ultimo però fa presto amicizia con Jerry, e lo salva più volte da Tom. Dopo l'ennesima disobbedienza, il gatto inizia a sculacciare Topsy, che viene salvato dall'intervento di Jerry. Tom avvolge quindi il topo in un tappeto e tenta di gettarlo nella fontana, ma Jerry si libera, e a finire nella fontana è Tom. Il topo rientra in casa e chiude fuori Tom. Quest'ultimo allora decide di sfondare la porta prendendo una lunga rincorsa, ma Jerry e Topsy aprono entrambe le porte della casa e tendono un elastico davanti a quella di servizio. Tom viene così catapultato indietro, finendo bloccato nella cassetta delle lettere. Topsy lo colpisce sul sedere con un'asse e, dopo aver messo a Jerry il cappello da professore di Tom, torna in casa con il topo.